# Kanekotrochus
Kanekotrochus là một chi ốc biển, là động vật thân mềm chân bụng sống ở biển trong họ Trochidae, họ ốc đụn.

## Các loài
Các loài trong chi Kanekotrochus gồm có:
- Kanekotrochus vietnamensis Dekker, 2006[2]